# Wiltinger Saarbogen
Der Wiltinger Saarbogen ist ein 167 ha großes Naturschutzgebiet an der Unteren Saar zwischen Schoden und Hamm im Landkreis Trier-Saarburg in Rheinland-Pfalz. Es ist ein Teil des FFH-Gebiets 6405-303 - Serriger Bachtal und Leuk und Saar und der einzige noch weitgehend naturnahe Abschnitt der Unteren Saar. Das Gebiet erstreckt sich über Teile der Gemarkungen Wiltingen, Kanzem, Schoden und Filzen.
Es umfasst insbesondere die folgenden Biotoptypen: Fließ- und Stillwasserzonen, Wasserpflanzengesellschaften, Quellhorizonte, naturnahe Flussuferbereiche mit Hochstauden und Uferweidengebüschen, Flussauenwald, Kies- und Sandbänke, Röhrichte und Großseggenriede sowie feuchte Hochstaudenfluren. Der etwa acht Kilometer lange Flussabschnitt im Wiltinger Saarbogen hat beim Saarausbau in den 1980er Jahren keine nennenswerte Veränderung erfahren, da für die Großschifffahrt die Schleife durch einen Kanal abgeschnitten wurde. Dieses Bauwerk, bestehend aus Wehr (bei Soden), Schleusenkanal und Schleuse (bei Kanzem), trägt die Bezeichnung Saarkanal bei Kanzem (zur Unterscheidung vom bekannteren Saarkanal in Frankreich) und verläuft entlang eines westlich gelegenen ehemaligen Flussbetts. Ein ökologisch ausreichender Durchfluss im Wiltinger Saarbogen ist rechtlich und technisch gewährleistet.
Galerie

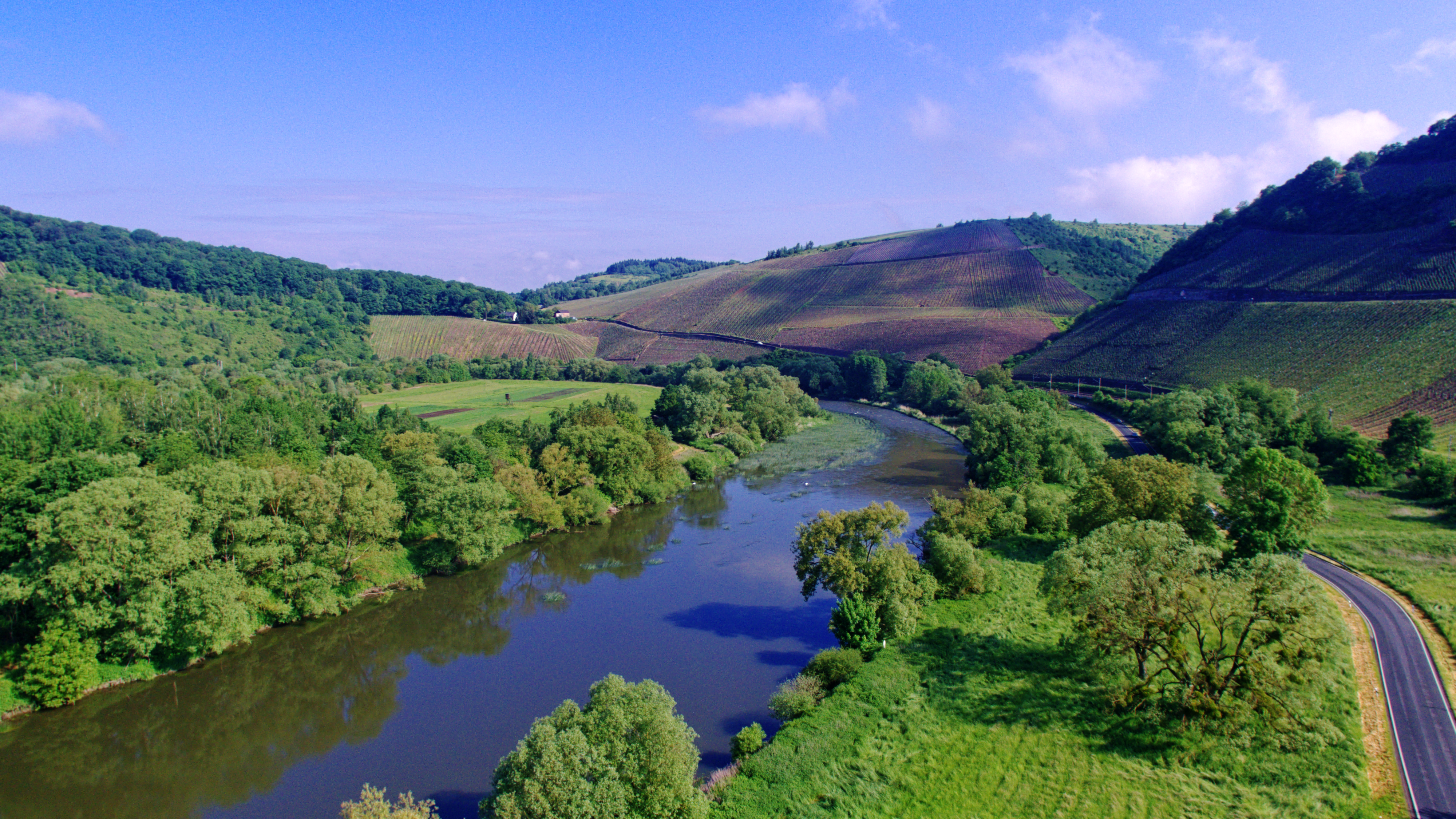
Die Saar im unteren Wiltinger Saarbogen von der Höhe Rauhof flussabwärts gesehen mit Blick auf die Wiltiger Kupp
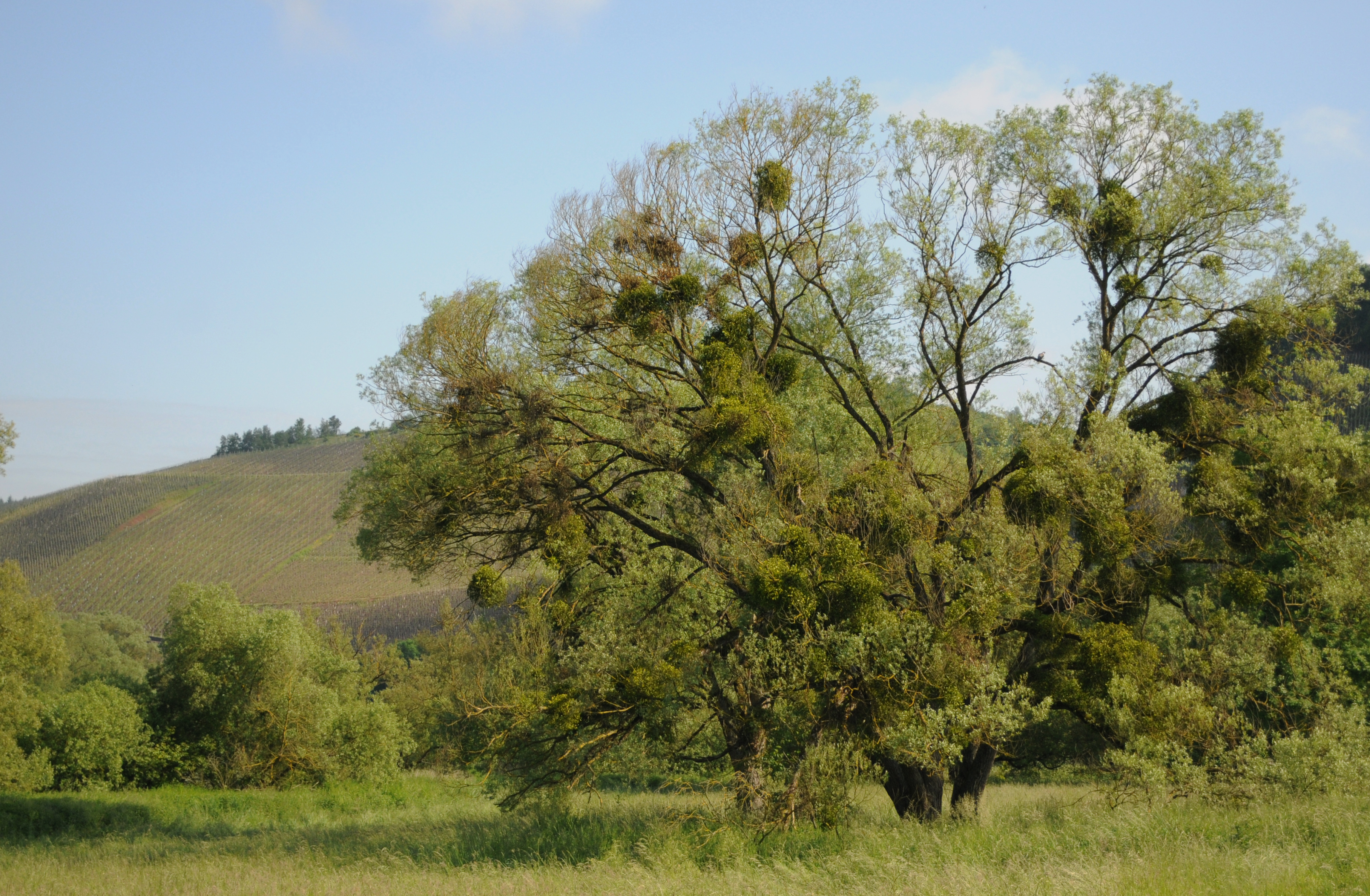
Flussaue am Wiltinger Saarbogen mit Weide
Wiltinger Saarbogen, links: Wiltingen, rechts: Kanzem